# Colostygia semifussa
Colostygia semifussa är en fjärilsart som beskrevs av Cockerell 1889. Colostygia semifussa ingår i släktet Colostygia och familjen mätare. Inga underarter finns listade i Catalogue of Life.